# Henrik Horn (1618–1693)
Henrik Horn, född den 22 maj 1618, död den 22 februari 1693 i Stade, Tyskland, var en svensk friherre till Marienborg, riksråd, generalguvernör och fältmarskalk. 

## Biografi
Han var postum son till Henrik Horn och föddes två månader efter faderns död. Han blev redan vid 25 års ålder utnämnd till överste och efter hedrande militär tjänstgöring även till riksråd och hovrättsråd i Svea hovrätt 1660. Han blev generalmajor vid kavalleriet 1654, generallöjtnant 1656 samt chef för armén i Finland 1657 och 1665 fältmarskalk. Han var vid två tillfällen, 1666 och 1668, generalguvernör i Bremen och Verden samt utnämndes till  generalamiral (1677).
Sedan kriget med Brandenburg respektive Danmark utbrutit 1674 respektive 1675 uppstod ett stort inflöde i Bremen-Verden av trupper från Brandenburg, Lüneburg och Danmark. Därför tvingades Henrik Horn i augusti 1676 att ge upp Stade, varefter han begav sig till Sverige, där han 1677 förordnades till chef för Amiralitetskollegium. Som amiralgeneral fick han befälet över stora flottan och fick order av kungen om att uppsöka den danska flottan. Den fördes av Nils Juel och sjöslaget ägde rum i Køge bugt den 1 juli 1677 varvid Sverige förlorade.
Hösten 1677 ryckte Horn in i Jämtland efter att norrmännen begivit sig till Tröndelag, vilket avslutade den norska återerövringen av Jämtland. Horn fick därefter i uppgift att utreda om jämtarna begått förräderi mot Sverige under kriget. 
Senhösten 1678 anföll han med sina trupper Preussen från Livland. Hären var illa rustad och bestod endast av 8000 man. Den slogs tillbaka av kurfurst Fredrik Vilhelm och retirerade oordnat till Riga. Horn ankom dit i februari 1679. 1680 återtog Horn sin befattning som generalguvernör över Bremen-Verden.
Horn gifte sig 1674 med Beata Magdalena Wittenberg. Han avled i Stade 1693.